# Bernard Konarski
Bernard Konarski, pseud. Beko (ur. 10 sierpnia 1928 w Błoniu, zm. 11 czerwca 2016 w Koszalinie) – regionalista polski związany z Pomorzem Środkowym, przewodnik turystyczny, żołnierz Szarych Szeregów.

## Życiorys
Urodził się 10 sierpnia 1928 w Błoniu koło Warszawy. Był synem Józefa (1903–1969) i Heleny z Kadulskich (zm. 1966). Ojciec, z zawodu murarz, po wojnie pracował w fabryce zapałek w Sianowie jako kierownik produkcji; był przewodniczącym Rady Zakładowej i organizatorem fabrycznej straży pożarnej, udzielał się jako społecznik w Sianowie (m.in. radny). Matka w latach przedwojennego kryzysu pracowała w fabryce zapałek w Błoniu.
Poza Bernardem Konarscy mieli pięcioro dzieci: Ryszarda (uczestnik powstania warszawskiego (wywieziony w 1939 roku na roboty przymusowe do Niemiec), zginął w kwietniu 1945 w obozie koncentracyjnym Mauthausen), Teresę (zmarła w wieku 18 lat w 1948 roku), Henrykę (1934–2010, pracownik umysłowy w Bielsku-Białej), Marka (ur. 1939, technik w fabryce zapałek w Sianowie), Wojciecha (ur. 1943, mistrz ślusarski, zatrudniony w „Kazelu” w Koszalinie).
Bernard Konarski ukończył w 1942 roku 7 klas szkoły powszechnej i zasadniczą szkołę zawodową w 1944 roku. Od 1941 roku zmuszony do podjęcia pracy zarobkowej. Od 25 października 1938 roku należał do Związku Harcerstwa Polskiego, był członkiem 60. mazowieckiej drużyny harcerskiej. Wojnę (a także pierwsze lata powojenne) przeżył w Błoniu, w czasie okupacji szczęśliwie unikając wywiezienia na roboty. Pracował w prywatnym przedsiębiorstwie wyrabiającym papierosy, potem w warsztacie rzemieślniczym. W 1943 roku został wprowadzony przez kolegę do Szarych Szeregów; przyrzeczenie harcerskie złożył 27 grudnia 1943 roku i przyjął pseudonim Beko. Był członkiem Bojowych Szkół, uczestniczył w szkoleniach sanitarnych i strzeleckich, kolportował konspiracyjną prasę, uczestniczył w niszczeniu niemieckich afiszów i plakatów. Brał udział w działalności wywiadowczej, informacyjnej i sabotażowej.
Po wojnie był zastępowym, a następnie przybocznym drużyny ZHP w Błoniu. Uzyskał stopień młodzika i wywiadowcy. Po 1989 roku awansowany do stopnia Harcerza Rzeczypospolitej i Harcmistrza.
W marcu 1947 roku przyjechał wraz z rodzicami do Sianowa i podjął pracę w fabryce zapałek. Pierwsze miesiące tej pracy stały pod znakiem odbudowy fabryki, uruchomionej ponownie we wrześniu 1947 roku. W latach 1949–1952 odbył służbę wojskową. Po powrocie nadal zatrudniony w sianowskiej fabryce, od 1953 roku oprowadzał po niej wycieczki turystyczne. Pracując w Sianowie, ukończył w Koszalinie szkołę średnią. W 1961 roku przeszedł do inspekcji pracy leśników i drzewiarzy w Koszalinie. Jednocześnie ukończył studia prawnicze na Uniwersytecie Adama Mickiewicza w Poznaniu. Po 1972 roku był zastępcą dyrektora i dyrektorem koszalińskiego oddziału Ogólnokrajowej Spółdzielni Turystycznej „Gromada”. Pracę zawodową zakończył jako prezes Wojewódzkiej Spółdzielni Transportu Wiejskiego w Koszalinie. Od 1977 roku mieszkał na stałe w Koszalinie. Za pracę i działalność konspiracyjną i zawodową oraz społeczną odznaczony ponad 50 odznaczeniami – między innymi Krzyżem AK, Krzyżem zasługi dla ZHP i Krzyżem Komandorskim Orderu Odrodzenia Polski.
W czasie pracy w „zapałkach” był m.in. przewodniczącym Rady Robotniczej, społecznym bibliotekarzem, radnym, ławnikiem. 
Uzyskał uprawnienia przewodnika I klasy po ziemi koszalińskiej. Jest autorem licznych publikacji o tematyce regionalnej, głównie przewodników i artykułów na łamach prasy regionalnej i turystycznej („Głos Sianowski", „Jantarowe Szlaki”). Tylko w latach 1971–1985 ogłosił w „Jantarowych Szlakach” 180 artykułów dotyczących ówczesnego województwa koszalińskiego. Był redaktorem naczelnym pisma „Kurier Koszaliński”. Z przewodników turystycznych, których Konarski był autorem lub współautorem, można wymienić: Sławno i okolice (1981), Mielno i okolice (1983), Wczasy z koszalińską „Gromadą” na Pomorzu Środkowym (1985), Koszalin 1266–1986 (1986), Autobusem po województwie koszalińskim (1989), Trasy turystyczne Ziemi Koszalińskiej (1998, także wersja niemiecka Touristische Routen des Koszaliner Landes). Konarski jest też autorem dwóch zbiorów szkiców biograficznych: Ich pasją była turystyka. Biografie działaczy turystyczno-krajoznawczych województwa koszalińskiego (1983) i Zasłużeni ludzie ziemi koszalińskiej (1987). Łącznie opublikował 24 pozycje zawarte w 1000 artykułów historycznych geograficznych oraz około 4000 mniejszych publikacji. Oprowadził około 4500 wycieczek po Ziemi Koszalińskiej. Współpracował z Regionalną Pracownią Krajoznawczą w Koszalinie. Za zasługi dla Sianowa został uhonorowany na specjalnej sesji Rady Miejskiej Sianowa z okazji 650-lecia praw miejskich (11 lutego 1993).
Był prezesem Klubu Historycznego im. gen. Grota-Roweckiego w Koszalinie, członkiem Rady Kombatanckiej przy prezydencie miasta Koszalina, wiceprzewodniczącym Oddziału Stowarzyszenia Szarych Szeregów w Koszalinie, spotykał się z harcerzami, młodzieżą, wygłaszał gawędy o Szarych Szeregach. Przed śmiercią był porucznikiem WP w stanie spoczynku.

## Życie prywatne
W 1955 roku ożenił się z Czesławą Olejarz. Z małżeństwa tego ma syna Krzysztofa. Żona zmarła po długiej chorobie w 1958 roku. Ponownie ożenił się z Teresą Łazarską – miał z nią dwie córki: Ewę i Annę. Doczekał się pięciorga wnucząt. 